# Ole Andreasen
Ole Andreasen (ur. 30 lipca 1939 we Frederiksbergu) – duński dziennikarz, menedżer, w latach 1999–2004 deputowany do Parlamentu Europejskiego.

## Życiorys
Od czasów studenckich do połowy lat 70. pracował jako dziennikarz. Był m.in. redaktorem naczelnym czasopisma „Fyns Tidende”. Od 1975 związany zawodowo z firmą Carlsberg, zaczynał jako dyrektor ds. informacji, doszedł do stanowiska wiceprezesa koncernu.
W 1975 wstąpił o liberalnej partii Venstre. Z jej ramienia w latach 1978–1982 pełnił funkcję radnego gminy Gentofte, w 1997 wszedł w skład władz wykonawczych partii. W wyborach w 1999 uzyskał mandat posła do Parlamentu Europejskiego V kadencji. Należał do grupy Europejskich Liberałów, Demokratów i Reformatorów, pracował m.in. w Komisji Spraw Zagranicznych, Praw Człowieka, Wspólnego Bezpieczeństwa i Polityki Obronnej. W PE zasiadał do 2004.
Zagrał epizodyczną rolę w jednym z filmów z serii Gang Olsena, wystąpił też w kilku produkcjach telewizyjnych (w tym w serialu Matador).